# Eko Computerythm

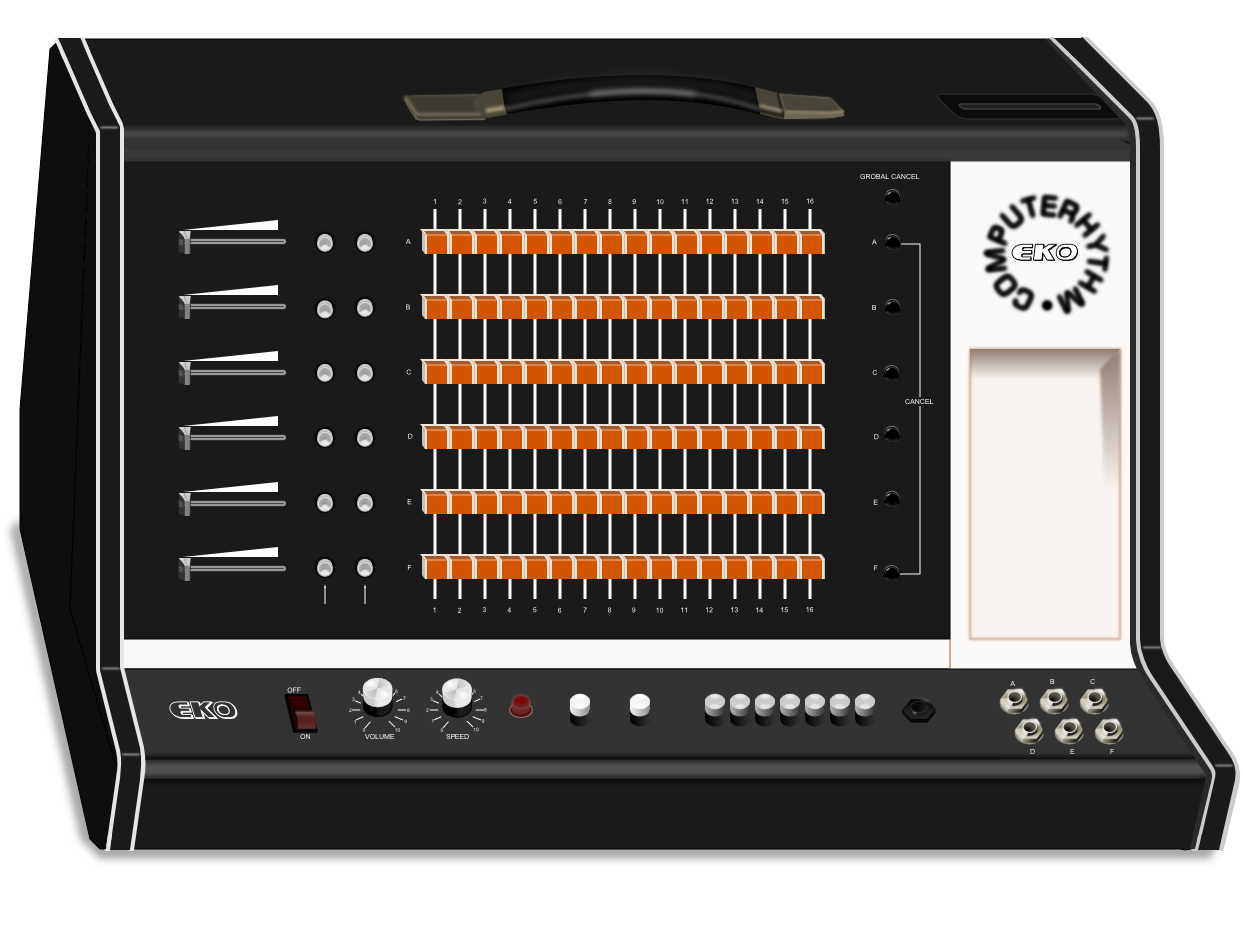
Eko Computerythm

La EKO Computerhythm, progettata dal team EKO Aldo Paci (project leader), Giuseppe Censori (case designer), Urbano Mancinelli (pcb designer) ,  spesso erroneamente scritto anche computer rhythm, è una drum machine analogica dell'azienda italiana EKO, con 12 strumenti intercombinabili. Fu costruito a Recanati in un numero estremamente ridotto di circa venti esemplari tra il 1972/73 e il 1977 circa. Nonostante la sua rarità si fece strada nella musica dei grandi della scena elettronica come Jean-Michel Jarre, Tangerine Dream e Manuel Göttsching. La società Voss-Musikinstrumente GmbH con sede a Dortmund, che ne era distributrice in quel paese, vendeva lo strumento a un prezzo di quasi 3.000 marchi.

## Storia

### 1972-1977: Il periodo di produzione
La EKO Computerhythm venne progettata dagli ingegneri della EKO Aldo Paci ed Urbano Mancinelli assieme al designer Giuseppe Censori ed entrò in produzione nel 1972. Lo strumento è stato costruito tra il 1972/73 e il 1977 circa in un numero molto ristretto di pezzi, disponibili in tre diverse serie. Ci sono anche due diversi prototipi costruiti tra il 1972 e il 1973. Nonostante lo strumento fosse estremamente innovativo, rappresentando la prima batteria elettronica programmabile della storia, l'azienda non credette appieno nel prodotto e non ne curò particolarmente il marketing, decretandone così la fine della produzione nel giro di pochi anni. Il numero di pezzi prodotti si valuta oggi tra i 50 ed i 60.
Nonostante la sua estrema rarità, la drum computer poteva essere ascoltata da due noti artisti di musica elettronica. Su Equinoxe (Disques Dreyfus, 1978) del compositore francese Jean-Michel Jarre, lo strumento è usato in modo prominente nel brano Equinoxe, Part V e può essere visto chiaramente nel videoclip. Il musicista dei Tangerine Dream Christopher Franke ha utilizzato l'EKO Computerythm come drum computer nel brano Coldwater Canyon dell'album live Encore (Virgin Records, 1977) e lo utilizzava anche come generatore di trigger per il controllo ritmico dei suoi sequencer.
Lo strumento è anche usato regolarmente in New Age of Earth (Isadora Records, 1976) degli Ash Ra Tempel e Manuel Göttsching, specialmente nella canzone Sunrain.

### L'Eko Computerythm negli anni successivi
Se è vero che furono costruiti tra i 50 ed i 60 esemplari dell'Eko Computerythm, è anche vero che il numero di queste macchine potrebbe oggi essere ancora più basso a causa di difetti tecnici e smaltimento per ignoranza della rarità. Ad oggi si calcola che ce ne siano in circolazione ancora 15. Una copia è ancora nello studio di casa di Manuel Göttsching, Studio Roma. Manuel Göttsching ha rilevato il suo dispositivo dal musicista dei Tangerine Dream Christopher Franke. Un altro esemplare posseduto dall'ingegnere Aldo Paci, e da lui perfezionato nel periodo successivo alla produzione, è oggi di proprietà del compositore italiano di musica elettronica Paolo F. Bragaglia, ed è conservato nel Museo del synth marchigiano ed italiano.

## Caratteristiche tecniche
La drum machine Eko Computerythm aveva una tecnologia molto avanzata per il 1972. Una matrice di 6x16 pulsanti illuminati, utilizzata per programmare i ritmi, è visibile sulla parte anteriore dello strumento. A sinistra di questa si trovano i pulsanti con cui è possibile attivare i dodici diversi strumenti a percussione, insieme al relativo slider per il controllo del volume. Ogni coppia di strumenti ha una fila di 16 pulsanti illuminati che possono essere selezionati liberamente. Ciò significa che la Computerhythm può essere programmata liberamente dall'utente stesso - questo non era scontato nel 1972, poiché le drum machine erano utilizzate principalmente come strumento integrato agli organi elettronici, offrendo così solo ritmi predefiniti che potevano essere selezionati ma non modificati.
Una seconda particolarità è il supporto della scheda perforata, su cui è possibile salvare e riprodurre in modo permanente i ritmi tramite la perforazione delle schede. Per fare ciò, la scheda viene estratta dall'alto attraverso uno slot sulla parte anteriore. L'utente può seguire la trasmissione del ritmo in diretta accendendo il relativo pulsante luminoso e correggerlo in caso di emergenza con la funzione "Hold".
Per poter programmare diversi tempi in chiave (tempo 3/4, tempo 5/4, tempo 6/8, ecc.), il Computerhythm ha la possibilità di preselezionare il numero di passi del pattern utilizzando un pulsante, che in uso dal vivo riduce le possibilità ritmiche ampliate andando dal vivo da 16 ad es. B. può scalare da 15 a 12 a 6 passi. A questo proposito, la Computerhythm è strettamente correlata ai contemporanei step sequencer analogici, che hanno plasmato in modo significativo la musica della Scuola di Berlino. Se si premono contemporaneamente due pulsanti del limitatore di passo, lo strumento produce una sorta di rullo di tamburi.
Inoltre, il Computerhythm ha un controllo del volume individuale per ciascuno degli strumenti. Ad ogni riga possono essere assegnati due strumenti, che possono essere utilizzati contemporaneamente o alternativamente (es. "Cymbal" e "Rolling Drum" per la riga 1).
C'è anche un controllo del volume generale per l'intero strumento e un controllo della velocità. Il battere è indicato da una spia accesa a intermittenza.
I ritmi programmati possono essere cancellati completamente dalla memoria con il pulsante "General Cancel" o singolarmente per ogni strumento per ogni riga: a questo scopo vengono utilizzati i sette pulsanti argentati sulla destra del pannello di controllo.
Alcuni dispositivi sono dotati di sei spine jack da 6,35 mm sulla parte anteriore o posteriore, che consentono di emettere individualmente ciascuno degli strumenti a percussione e di programmare i singoli impulsi di trigger per riga. Ad esempio, un riverbero può essere aggiunto individualmente alla grancassa.
In caso contrario, il Computerhythm ha due uscite audio mono che hanno impedenza diversa, quindi una può essere utilizzata come uscita per le cuffie, mentre l'altra può essere collegata a un amplificatore per strumenti musicali.